# 第四台新聞
第四台新聞（Channel 4 News）是英國第四台的主要新聞節目，由ITN製作。節目於1982年11月第四台開播時開始播出。第四台新聞曾經多次獲獎肯定。自2012年7月開始，第四台新聞的編輯是本·德·皮爾，節目主持人包括榮·斯諾等人。第四台新聞於每週一至週五19：00–19：55在第四台播出。 

## 外部連結
- 官方网站
- Watch Channel 4 News online （页面存档备份，存于）
- ITN.co.uk （页面存档备份，存于）
- 《第四台新聞》 ，BFI的Screenonline